# Lenoir (Caroline du Nord)
Pour les articles homonymes, voir Lenoir.
Ne pas confondre avec le comté situé dans le même État, le comté de Lenoir.
Lenoir est une ville de l'État américain de Caroline du Nord, située dans le comté de Caldwell, dont elle est le siège. Sa population s’élevait à 18 228 habitants lors du recensement de 2010, estimée à 17 943 habitants en 2017.

## Histoire
La ville a été nommée en hommage à William Lenoir (en), officier continental de la guerre d'indépendance des États-Unis et homme d'État américain, né dans une famille d'origine huguenote.

## Démographie
| Groupe            | Lenoir | Caroline du Nord | États-Unis |
| ----------------- | ------ | ---------------- | ---------- |
| Blancs            | 78,4   | 68,5             | 72,4       |
| Afro-Américains   | 12,7   | 21,5             | 12,6       |
| Autres            | 5,3    | 4,4              | 6,4        |
| Métis             | 2,4    | 2,2              | 2,9        |
| Asiatiques        | 0,9    | 2,2              | 4,8        |
| Amérindiens       | 0,4    | 1,3              | 0,9        |
| Total             | 100    | 100              | 100        |
|                   |        |                  |            |
| Latino-Américains | 9,0    | 8,4              | 16,7       |

Selon l'American Community Survey, pour la période 2011-2015, 91,43 % de la population âgée de plus de 5 ans déclare parler anglais à la maison alors que 7,63 % déclare parler l'espagnol, 0,70 % le vietnamien et 0,24 % une autre langue.
| 1870 | 1880 | 1890 | 1900  | 1910  | 1920  |
| ---- | ---- | ---- | ----- | ----- | ----- |
| 446  | 422  | 673  | 1 296 | 3 364 | 3 718 |

| 1930  | 1940  | 1950  | 1960   | 1970   | 1980   |
| ----- | ----- | ----- | ------ | ------ | ------ |
| 6 532 | 7 598 | 7 888 | 10 257 | 14 705 | 13 748 |

| 1990   | 2000   | 2010   | - | - | - |
| ------ | ------ | ------ | - | - | - |
| 14 192 | 16 793 | 18 228 | - | - | - |

## Source
- (en) Cet article est partiellement ou en totalité issu de l’article de Wikipédia en anglais intitulé « Lenoir, North Carolina » (voir la liste des auteurs).

1. ↑  (en) « Lenoir, LA Population - Census 2010 and 2000 », sur censusviewer.com.
2. ↑  (en) « Population of North Carolina - Census 2010 and 2000 », sur censusviewer.com.
3. ↑  (en) « Language spoken at home by ability to speak English for the population 5 years and over », sur factfinder.census.gov.
4. ↑  (en) « Statistiques des États-Unis - Caroline du nord - Profils des communautés de 2010 » (consulté en novembre 2020)